# ديميتريو ألبرتيني
ديميتريو ألبرتيني (Demetrio Albertini) (بيزانا إن بريانسا بمقاطعة منزا وبريانسا، 23 أغسطس 1971). لاعب كرة قدم إيطالي سابق.

## مسيرتة الرياضية
بدأ مسيرته مع نادي إيه سي ميلان في قطاع الناشئين، وفي عام 1988 انضم إلى الفريق الأول، ولكنه على مدار سنتين لم يلعب إلى مباراتين، ولم يسجل فيهما أي هدف، وفي عام 1990 أعير إلى نادي بادوفا ولعب لهم 28 مباراة وسجل فيها 5 أهداف، وعاد بعدها إلى إيه سي ميلان، ولعب لهم لإحدى عشر سنه متتالية (1991 - 2002) لعب فيها 291 مباراة في الدوري الإيطالي سجل فيها 21 هدف، وقد لقب في إيطاليا بالجوهرة، وحقق العديد من الألقاب مع إيه سي ميلان منها لقب دوري أبطال أوروبا ولقب الدوري الإيطالي، وفي موسم 2002/2003 أعير إلى نادي أتلتيكو مدريد الإسباني، ولعب معهم 28 مباراة وسجل فيها هدفين، وفي موسم 2003/2004 أعير إلى نادي لاتسيو ولعب لهم 23 مباراة وسجل فيها هدفين. وفي موسم 2004/2005 انتقل إلى نادي أتالانتا ولعب لهم 14 مباراة وسجل فيها هدف واحد فقط، وفي فترة الانتقالات الشتوية انتقل إلى نادي برشلونة الذي يدربة زميلة السابق في إيه سي ميلان فرانك ريكارد، ولم يستطع أن يفرض نفسه في الفريق حيث لعب خمس مباريات فقط، وبعد هذا الموسم قرر ألبرتيني اعتزال كرة القدم. وكان ألبرتيني قد لعب لمنتخب إيطاليا لكرة القدم، وقد شارك في نهائي كأس العالم 1994 الذي خسره منتخب إيطاليا لكرة القدم بركلات الجزاء الترجيحية.

## روابط خارجية
- ديميتريو ألبرتيني على موقع الاتحاد الدولي (مؤرشف)  (الإنجليزية)
- ديميتريو ألبرتيني على موقع الاتحاد الأوربي (الإنجليزية)
- ديميتريو ألبرتيني على موقع قاعدة بيانات كرة القدم.إي يو (الإنجليزية)
- ديميتريو ألبرتيني على موقع ناشيونال فوتبول تيمز (الإنجليزية)
- ديميتريو ألبرتيني على موقع Soccerway.com (الإنجليزية)
- ديميتريو ألبرتيني على موقع عالم كرة القدم.نت (الإنجليزية)
- ديميتريو ألبرتيني على موقع أوليمبيديا (الإنجليزية)